# René Baumgartner
René Baumgartner (* 12. Februar 1930 in Grenchen; † 23. Oktober 2018 in Zumikon) war ein Schweizer Orthopäde und Hochschullehrer. Er befasste sich vor allem mit der technischen Orthopädie, der Prothesen- und Orthesenversorgung.

## Leben
Baumgartner besuchte die Kantonsschule Solothurn, wo er der Schülerverbindung Wengia Solodorensis beitrat. Er studierte Medizin an den Universitäten Lausanne, Bern, Wien und Basel. Facharzt für Chirurgie und Orthopädie wurde er an den Universitätskliniken in Basel, Zürich und Genf. 1959 wurde er an der Universität Zürich zum Dr. med. promoviert. 1970 kam er als Oberarzt an die Universitätsklinik Balgrist. Dort habilitierte er sich 1973. Die Westfälische Wilhelms-Universität berief ihn 1985 als Leiter der Klinik und Poliklinik für Technische Orthopädie. 1996 wurde er in Münster emeritiert. Sein Nachfolger Hans-Henning Wetz war der letzte Lehrstuhlinhaber für Technische Orthopädie.
Die Zusammenarbeit von Medizin und Orthopädietechnik wurde sein Lebensthema. 1970 gehörte er zu den Gründern, von 1984 bis 1989 zum  Vorstand der Internationalen Gesellschaft für Prothetik und Orthetik (ISPO). Über 25 Jahre engagierte er sich im Beratungsausschuss der Deutschen Gesellschaft für Orthopädie und Orthopädische Chirurgie für die Belange der Orthopädieschuhmacher. In über 360 Publikationen und Buchbeiträgen und zahllosen Vorträgen setzte er sich dafür ein, dass Orthopäden und Chirurgen in ihrem Tun die Anforderungen und Versorgungsmöglichkeiten der technischen Orthopädie bedenken und nutzen.

## Ehrungen
- Ehrenmeister des Orthopädieschuhmacherhandwerks[4]
- Heine-Hessing-Medaille des Bundesinnungsverbandes für Orthopädie-Technik (2014)
- Ehrenmitglied der Deutschen Gesellschaft für Chirurgie (DGC)[5]

## Schriften (Auswahl)
- mit Hartmut Stinus: Die orthopädietechnische Versorgung des Fußes. 3., neubearbeitete und erweiterte Auflage. Thieme, Stuttgart 2001, ISBN 3-13-486603-X.